# Ujigami
Ujigami (jap. 氏神) sind im Shintō-Glauben lokale Kami, welche über den Ort wachen, an dem sie verehrt werden.
Ursprünglich waren Ujigami meist die Geister von Ahnen, die von einem bestimmten Clan (uji) abstammten, von dessen Anführern (uji no kami) und Mitgliedern (ujibito) verehrt wurden, und die den jeweiligen Clan beschützten. Im Laufe der Geschichte Japans wandelte sich diese Vorstellung allerdings zu der heute gebräuchlichen von den geografisch festgelegten Schutz-Kami. Besonders maßgeblich hierfür waren einerseits die Sesshaftwerdung der Clans und ihr verstärkter Einfluss auf die shōen und andererseits das staatliche „Tempel-Bestätigungs-System“ (寺受制度, terauke seido), ein nach dem Shimabara-Aufstand vom Tokugawa-Shōgunat eingeführtes System zur Registrierung und Überwachung der Gläubigen des Landes, welches u. a. dazu führte, dass sich die vielen Shintō-Schreine bei den nächstgelegenen buddhistischen Tempeln registrieren lassen mussten, was meist zur Aufwertung der Schreine zu Schutz-Schreinen des jeweiligen Tempels führte.
Ujigami in diesem Sinne umfassen auch verschiedene Untergruppen von Kami, die vor der oben genannten Bedeutungsverschiebung auch getrennt von den Ujigami begriffen worden waren, wie etwa die Ubusunagami (産土神, auch ubusuna), Schutzgottheiten jeweils bestimmter Geburtsorte, oder auch die Chinjugami, rein geografisch bestimmte Gottheiten, die zunächst in der Vorstellung nicht notwendigerweise Schutzmacht ausübten.
Gegenwärtig lassen sich die Ujigami grob in drei allgemeine Typen klassifizieren:
- Dorf-Ujigami – in diesem System wird jeder örtliche Anwohner in der Nähe des Schreins als Clan- bzw. Gemeindemitglied (氏子, ujiko) begriffen und nimmt als solcher an der Verehrung der jeweiligen Gottheit teil.
- yashiki-ujigami oder ie-ujigami – dies sind Kami, welche in kleineren Schreinen (hokora) auf dem Grundeigentum einzelner Familien verehrt werden.
- ikke-ujigami oder maki-ujigami – eine Art Mischform der beiden anderen Typen, da sich die Menge der Gläubigen einer bestimmten Gottheit auch aus entfernten Verwandten (ikke) oder weiter gefassten Nachbarschaftsgruppen (maki) bildet.